# Codex Borbonicus
Codex Borbonicus ili Burbonski kodeks je aztečki kodeks koji su napisali aztečki svećenici malo prije ili poslije Španjolskog osvajanja Meksika. Nazvan je po Burbonskoj palači u Parizu, gdje se čuva u vladinoj knjižnici. Burbonski kodeks je najpoznatiji i posljednji aztečki kodeks iz vremena pretkolonizacije, ujedno i prvi iz ranog kolonijalnog perioda zbog vidljivih manjih utjecaja španjolskog jezika na pisanje djela.
Povjesničari Maarten Jansen and Gabina Aurora Pérez Jiménez su 2004. godine predložili imenovanje kodeksa prema njegovom sadržaju, Codex Cihuacoatl, odnosno prema Cihuacoatl, aztečkoj božici majčinstva i plodnosti.
Napisan je, bez preklapanja u obliku knjige, na papiru dugačkom 14,2 metara u 40 stranica. Od 40 stranica izvornika, očuvano je njih 36, dok su se prve i zadnje dvije stranice izgubile nakon otkrića. Kao i većina drugih pretkolonijalnih i pretkolumbijskih kodeksa pisan je piktogramom, a Španjolci su tek naknadno tijekom kolonizacije nadodali njihove opise. To je kasnije pomoglo u dešifriranju aztečkog pisma, ali i dovelo do prijepora o datiranju samoga kodeksa.
Sadržajno, podijeljen je u 3 dijela:
- Prvi dio je jedan od rijetkih sačuvanih aztečkih kalendara s pojedinostima o računanju vremena. Svaka stranica predstavlja jedan od 20 trecena (13-dnevnih razdoblja) u takozvanoj tonalpohualli (aztečkoj godini od 260 dana). Na stranicama prevladavaju crteži vladajućih božanstava, a 13 trecena i predstavlja 13 najvećih božanstava. pomoću tih 26 simbola svećenici su izrađivali horoskope i proricali budućnost. Na temelju tih proricanja određivali su koliko i kakve žrtve bogovima treba prinijeti.[2]

- Drugi dio posvećen je 52-godišnjoj mezoameričkoj solarnoj godini, prikazujući nadnevke prvih dana 52-godišnje solarne godine. Početni dani solarne godine povezani su s Devet krugova noći.

- U trećem dijelu su opisani rituali, običaji i svečanosti. Najpodrobnije je opisano Slavlje nove vatre; svečanost koja se održavala zadnjeg dana 52-godišnje solarne godine. Opisano je paljenje krijesova i vatri oko kojih se odvijala molitva uz prinošenje ljudskih žrtava. Ovaj dio ostao je nedovršen.

## Vanjske poveznice
- FAMSI - Zaklada za razvoj mezoameričkih studija, Galerija fotografija svih 36 sačuvanih stranica Burbonskog kodeksa (pristupljeno 4. studenog 2016.) (fr.) (engl.) (njem.)